# Omloop van het Houtland 2008
L'Omloop van het Houtland 2008, sessantaquattresima edizione della corsa, valido come evento dell'UCI Europe Tour 2008 categoria 1.1, si svolse il 24 settembre 2008 per un percorso di 193,5 km. Fu vinto dal danese Martin Pedersen, che terminò la gara in 4h13'00" alla media di 45,88 km/h.
Dei 150 ciclisti alla partenza furono in 113 a portare a termine il percorso.

## Squadre partecipanti
| N.    | Cod. | Squadra                      |
| ----- | ---- | ---------------------------- |
| 1-8   | SIL  | Silence-Lotto                |
| 11-18 | QST  | Quick Step                   |
| 21-28 | TSV  | Topsport Vlaanderen          |
| 31-38 | COS  | Cycle Collstrop              |
| 41-48 | SKS  | Skil-Shimano                 |
| 51-58 | LAN  | Landbouwkrediet-Tönissteiner |
| 61-68 | MIT  | Mitsubishi-Jartazi           |
| 71-78 | FPT  | P3Transfer-Batavus           |
| 81-88 | PCW  | Bodysol-Euro Millions-PCW    |
| 91-98 | CNS  | Cyclingnews-Jako             |

| N.      | Cod. | Squadra                         |
| ------- | ---- | ------------------------------- |
| 101-108 | DVL  | Davitamon-Lotto-Jong Vlaanderen |
| 111-118 | TRS  | Kuota-Senges                    |
| 121-128 | JOS  | Josan-Mercedes Benz             |
| 131-138 | DES  | Team Designa Køkken             |
| 141-148 | PZC  | Profel-Prorace Continental Team |
| 151-158 | STO  | Groupe Gobert.com               |
| 161-168 | SUN  | Sunweb-Pro Job                  |
| 171-178 | GLS  | Team GLS-Pakke Shop             |
| 181-188 | VLA  | Team Vlassenroot                |
| 191-198 | VVE  | Van Vliet-EBH Elshof            |

## Ordine d'arrivo (Top 10)
| Pos. | Corridore           | Squadra      | Tempo    |
| ---- | ------------------- | ------------ | -------- |
| 1    | Martin Pedersen     | GLS-Pakke    | 4h13'00" |
| 2    | Michael Kristensen  | Designa Køk. | s.t.     |
| 3    | Roy Curvers         | Skil-Shimano | s.t.     |
| 4    | Steven De Neef      | Davitamon    | s.t.     |
| 5    | Jurgen Van de Walle | QuickStep    | s.t.     |
| 6    | Hans Dekkers        | Mitsubishi   | a 15"    |
| 7    | Davy Tuytens        | Josan        | s.t.     |
| 8    | Bert De Backer      | Skil-Shimano | s.t.     |
| 9    | Rikke Dijkxhoorn    | Van Vliet    | s.t.     |
| 10   | Niko Eeckhout       | Topsport Vl. | s.t.     |